# A casa di Momo
A casa di Momo (ももんち?, Momonchi) è un manga di Kei Toume. Pubblicato originariamente da Shogakukan, in Italia è stato distribuito da Flashbook nel 2010.

## Trama
Momo frequenta l'accademia di belle arti di Kantō ed è decisa ad impegnarsi il più possibile perché è già il secondo anno che studia per l'esame d'entrata all'università, essendo stata bocciata la volta precedente.
Nonostante il talento artistico coltivato sin giovanissima grazie ad una famiglia di genitori artisti, Momo deve comunque affrontare le difficoltà quotidiane della vita: dalle cotte non corrisposte fra i banchi di scuola alla complicata situazione familiare che vede stagliarsi un divorzio imminente  e tre figli ormai quasi del tutto emancipati, indipendenti e per la loro strada. A questo si aggiungono: le vicende sentimentali non sempre felici delle amiche di scuola Yume e Natsuki, Ken il pollo modello vivente impiegato dalla classe di disegno dal vero e poi ceduto come animale domestico a Momo, il misterioso compagno di corso che frequenta la scuola solo il pomeriggio...
Sarò proprio quest'ultimo, Shun Matsumoto, a scalfire la dura corazza di Momo che, dopo aver riconosciuto i propri sentimenti, si sentirà pronta per crescere ed inseguire i propri sogni; primo fra tutti proprio dichiararsi a Shun, in partenza - finita ormai la scuola e gli esami - per l'università.

## Personaggi
Momone Okamoto  ( 岡本桃寧 ?,  Okamoto Momone)
Momo è una ragazza di 19 anni ed è Timida e sognatrice, Momo - nonostante si appresti a terminare il liceo - sembra rimasta una bambina nel fisico e nell'animo. Coccolata dai familiari in quanto figlia minore e protetta persino dalle amiche compagne di scuola, Momo cerca comunque di crescere e di emanciparsi per seguire le orme del padre, talentuoso artista.
 Miyu Okamoto  ( 岡本深紅?,  Okamoto Miyu )
Sorella maggiore di Momo. Studentessa universitaria di storia dell'arte e lavoratrice part-time in una galleria d'arte, Miyu - come il fratello - ha tentato di seguire la strada di artista tracciatale dai genitori, ma poi, stanca delle pressioni familiari, ha deciso di seguire la propria strada, quella da lei reputata più consona e soprattutto non slegata all'arte. La posizione di sorella maggiore e il carattere autoritario la rendono una sorta di seconda figura materna per Momo al punto da andarla a trovare di sorpresa più volte a settimana per prepararle la cena e passare il tempo assieme.
Taro Okamoto  ( 岡本太郎 ?,  Okamoto Taro )
Primogenito e, dopo l'abbandono del padre, vero capofamiglia degli Okamoto. In quanto unico maschio Taro è cresciuto con l'imposizione dei genitori di seguire le orme artistiche della coppia - al punto da chiamarlo Tarō come il celebre ed omonimo artista, ma dopo - incapace di sostenere le pressioni e le aspettative della coppia - ha finito per abbandonare gli studi intrapresi e a iniziare a lavorare come impiegato. Dopo la separazione dei genitori ha assunto il ruolo stabile di uomo della famiglia,
Padre di Momo
Promettente artista; l'animo vagabondo e la sua natura inaffidabile l'hanno portato, tardi, a separarsi dalla compagna, artista anch'ella e ad abbandonare i figli. Nonostante l'apparente indifferenza e disprezzo nei suoi confronti, i figli - soprattutto la candida Momo - tengono molto a lui al punto da voler evitare a tutti i costi un possibile divorzio definitivo con la madre.
Madre di Momo
Di famiglia ricca, si dedicò all'arte e sposò un artista sfidando apertamente l'autorità genitoriale. Dotata di grande autorità e vera figura di riferimento degli okamoto, nonostante sia ormai da lungo tempo separata dal marito - che considera un immaturo ed un inaffidabile - non riesce a divorziare da lui, celando forse a sé e ai familiari di nutrire ancora un grande affetto per il marito.
Natsuki Nakahara  ( 中原夏樹 ?,  Nakahara Natsuki )
Amica e compagna di scuola di Momo. Compare anche in Canta "Yesterday" per me.
 Yume  ( 由芽?)
Amica e compagna di classe di Momo
 Shun Matsumoto  ( 松本峻?,  Matsumoto Shun )
Compagno di scuola di Momo. Il carattere scontroso e solitario incuriosiscono ed intimoriscono molto la compagna che, sebbene voglia avvicinarglisi e stringere con lui amicizia, si dimostra incapace di vincere la propria timidezza. Shun sotto l'apparenza da "duro" è in realtà un ragazzo affidabile e disponibile, maturo al punto di avere un lavoro part-time in un negozio di animali e grande amante di ogni tipo di creatura domestica.